# Protaeolidiella atra
Protaeolidiella atra Baba, 1955 è un mollusco nudibranchio della famiglia Pleurolidiidae. È l'unica specie nota del genere Protaeolidiella.